# سیاهرگ‌های میان‌دنده‌ای پیشین
سیاهرگ‌های میان‌دنده‌ای پیشین (انگلیسی: Anterior intercostal veins) سیاهرگ‌هایی هستند که بخش پیشین فضای میان‌دنده‌ای را تخلیه می‌کنند.
سیاهرگ‌های میان‌دنده‌ای پیشین از فضای میان‌دنده‌ای درست در زیر بخش جلویی دنده‌های مربوط به خود منشأ می‌گیرند و به سیاهرگ سینه‌ای درونی و سیاهرگ ماهیچه‌ای‌دیافراگمی تخلیه می‌شوند.